# Keith Aldridge
Pour les articles homonymes, voir Aldridge.
Keith Albert Aldridge (né le 20 juillet 1973 à Détroit, Michigan aux États-Unis) est un joueur américain de hockey sur glace.

## Carrière de joueur
Après une carrière de quatre saisons dans les rangs universitaires américains des Lakers de Lake Superior State où il fut à maintes fois nommé dans les équipes d'étoiles, il commença sa carrière professionnelle avec les Bandits de Baltimore. Il n'y joua que deux saisons avant de signer un contrat avec les Vipers de Détroit de la Ligue internationale de hockey. Il retourna donc dans sa ville natale en 1997-1998. Il aida les Vipers à se rendre en finale de la Coupe Turner face aux Wolves de Chicago. Les Wolves remportèrent la série empêchant du même coup l'équipe de Détroit de remporter un second titre consécutif.
Le 1er septembre 1999, il signa un contrat avec les Stars de Dallas de la Ligue nationale de hockey. Il fut blanchi de la feuille de pointage lors des quatre parties qu'il disputa avec l'équipe texane. Il ne rejoua jamais dans la LNH allant poursuivre sa carrière en Allemagne avant de revenir pour une ultime saison dans la Ligue américaine de hockey en 2004-2005.

## Statistiques
| Saison     | Équipe                        | Ligue      |    | Saison régulière | Saison régulière | Saison régulière | Saison régulière | Saison régulière |   | Séries éliminatoires | Séries éliminatoires | Séries éliminatoires | Séries éliminatoires | Séries éliminatoires |
| Saison     | Équipe                        | Ligue      | PJ | B                | A                | Pts              | Pun              | PJ               | B | A                    | Pts                  | Pun                  |                      |                      |
| 1991-1992  | Mustangs de Rochester         | USHL       | 48 | 11               | 23               | 34               | 123              | -                | - | -                    | -                    | -                    |                      |                      |
| 1992-1993  | Lakers de Lake Superior State | NCAA       | 37 | 3                | 11               | 14               | 30               | -                | - | -                    | -                    | -                    |                      |                      |
| 1993-1994  | Lakers de Lake Superior State | NCAA       | 45 | 10               | 24               | 34               | 86               | -                | - | -                    | -                    | -                    |                      |                      |
| 1994-1995  | Lakers de Lake Superior State | NCAA       | 40 | 10               | 31               | 41               | 89               | -                | - | -                    | -                    | -                    |                      |                      |
| 1995-1996  | Lakers de Lake Superior State | NCAA       | 38 | 14               | 36               | 50               | 88               | -                | - | -                    | -                    | -                    |                      |                      |
| 1995-1996  | Bandits de Baltimore          | LAH        | 7  | 0                | 2                | 2                | 2                | -                | - | -                    | -                    | -                    |                      |                      |
| 1996-1997  | Bandits de Baltimore          | LAH        | 51 | 4                | 9                | 13               | 92               | 3                | 0 | 0                    | 0                    | 4                    |                      |                      |
| 1997-1998  | Vipers de Détroit             | LIH        | 79 | 13               | 21               | 34               | 89               | 23               | 1 | 9                    | 10                   | 67                   |                      |                      |
| 1998-1999  | Vipers de Détroit             | LIH        | 66 | 15               | 28               | 43               | 130              | 11               | 2 | 7                    | 9                    | 49                   |                      |                      |
| 1999-2000  | K-Wings du Michigan           | LIH        | 55 | 2                | 10               | 12               | 55               | -                | - | -                    | -                    | -                    |                      |                      |
| 1999-2000  | Stars de Dallas               | LNH        | 4  | 0                | 0                | 0                | 0                | -                | - | -                    | -                    | -                    |                      |                      |
| 2000-2001  | Lions de Francfort            | DEL        | 39 | 9                | 12               | 21               | 141              | -                | - | -                    | -                    | -                    |                      |                      |
| 2000-2001  | Griffins de Grand Rapids      | LIH        | 36 | 3                | 8                | 11               | 99               | 10               | 0 | 2                    | 2                    | 8                    |                      |                      |
| 2001-2002  | Eisbären Berlin               | DEL        | 48 | 7                | 15               | 22               | 159              | 4                | 0 | 2                    | 2                    | 4                    |                      |                      |
| 2002-2003  | Eisbären Berlin               | DEL        | 50 | 12               | 23               | 35               | 99               | 9                | 0 | 2                    | 2                    | 22                   |                      |                      |
| 2003-2004  | Eisbären Berlin               | DEL        | 48 | 8                | 13               | 21               | 84               | 11               | 1 | 7                    | 8                    | 20                   |                      |                      |
| 2004-2005  | Sound Tigers de Bridgeport    | LAH        | 32 | 1                | 9                | 10               | 35               | -                | - | -                    | -                    | -                    |                      |                      |
| Totaux LNH | Totaux LNH                    | Totaux LNH | 4  | 0                | 0                | 0                | 0                | -                | - | -                    | -                    | -                    |                      |                      |

## Trophées et honneurs personnels
- United States Hockey League
  - 1992 : nommé dans la 1re équipe d'étoiles
- Central Collegiate Hockey Association
  - 1994 : nommé dans la 2e équipe d'étoiles
  - 1995 et 1996 : nommé dans la 1re équipe d'étoiles
- National Collegiate Athletic Association
  - 1995 : nommé dans la 2e équipe d'étoiles américaine de l'ouest
  - 1996 : nommé dans la 1re équipe d'étoiles américaine de l'ouest